# Mega Centre d'Enseignement supérieur de Canton
Le Mega Centre d'Enseignement supérieur de Canton (chinois simplifié : 广州大学城 ; chinois traditionnel : 廣州大學城 ; cantonais Jyutping : Gwong²zau¹ daai⁶hok⁶sing⁴ ; aussi connu comme la Cité universitaire de Canton) est un complexe qui se compose des campus-satellites d'institutions d'enseignement supérieur à Canton. Situé au district de Pānyǘ, ce complexe peut recevoir plus de 350 000 personnes.

## Universités-membres
| Nom français                                                                    | Nom chinois      | Établissement | Type       |
| ------------------------------------------------------------------------------- | ---------------- | ------------- | ---------- |
| Université Sun Yat-sen                                                          | 中山大學         | 1924          | National   |
| Université de technologie de Chine méridionale                                  | 華南理工大學     | 1952          | National   |
| Université normale de Chine du Sud                                              | 華南師範大學     | 1933          | Provincial |
| Université des langues étrangers et du commerce international de Guangdong (zh) | 廣東外語外貿大學 | 1995          | National   |
| Université de technologie de Guangdong (zh)                                     | 廣東工業大學     | 1952          | Provincial |
| Université de Canton (zh)                                                       | 廣州大學         | 2000          | Provincial |
| Université de la médicine traditionnelle de Canton (zh)                         | 廣州中醫藥大學   | 1956          | National   |
| Institut pharmaceutique de Guangdong (zh)                                       | 廣東藥學院       | 1958          | Provincial |
| Conservatoire Xinghai de la musique (zh)                                        | 星海音樂學院     | 1932          | Provincial |
| Académie des beaux-arts de Canton                                               | 廣州美術學院     | 1953          | Provincial |